# Proto-Austronesische Sprache
Proto-Austronesisch ist eine Protosprache. Es ist die rekonstruierte Vorform der austronesischen Sprachen, einer der größten Sprachfamilien der Welt. Nach aktuellen Forschungsstand hat sich das Proto-Austronesische zwischen etwa 4000 und 3500 v. Chr. in Taiwan zu diversifizieren begonnen. Innerhalb der Makrofamilie des Austronesischen wurden auch Protosprachen auf darunterliegenden Ebenen rekonstruiert, darunter Proto-Malayo-Polynesisch, Proto-Ozeanisch und Proto-Polynesisch. So haben vor wenigen Jahren Linguisten wie Malcolm Ross und Andrew Pawley umfangreiche Lexika für Proto-Ozeanisch und Proto-Polynesisch erstellt.